# 朱达提·玛尼攀
朱达提·玛尼攀（1988年7月8日—），泰国女子自行车运动员，2014年亚洲运动会女子公路赛金牌得主、2023年东南亚运动会女子绕圈赛金牌得主和女子集体出发赛银牌得主、2022年亚洲运动会女子公路赛铜牌得主。